# Wykopki

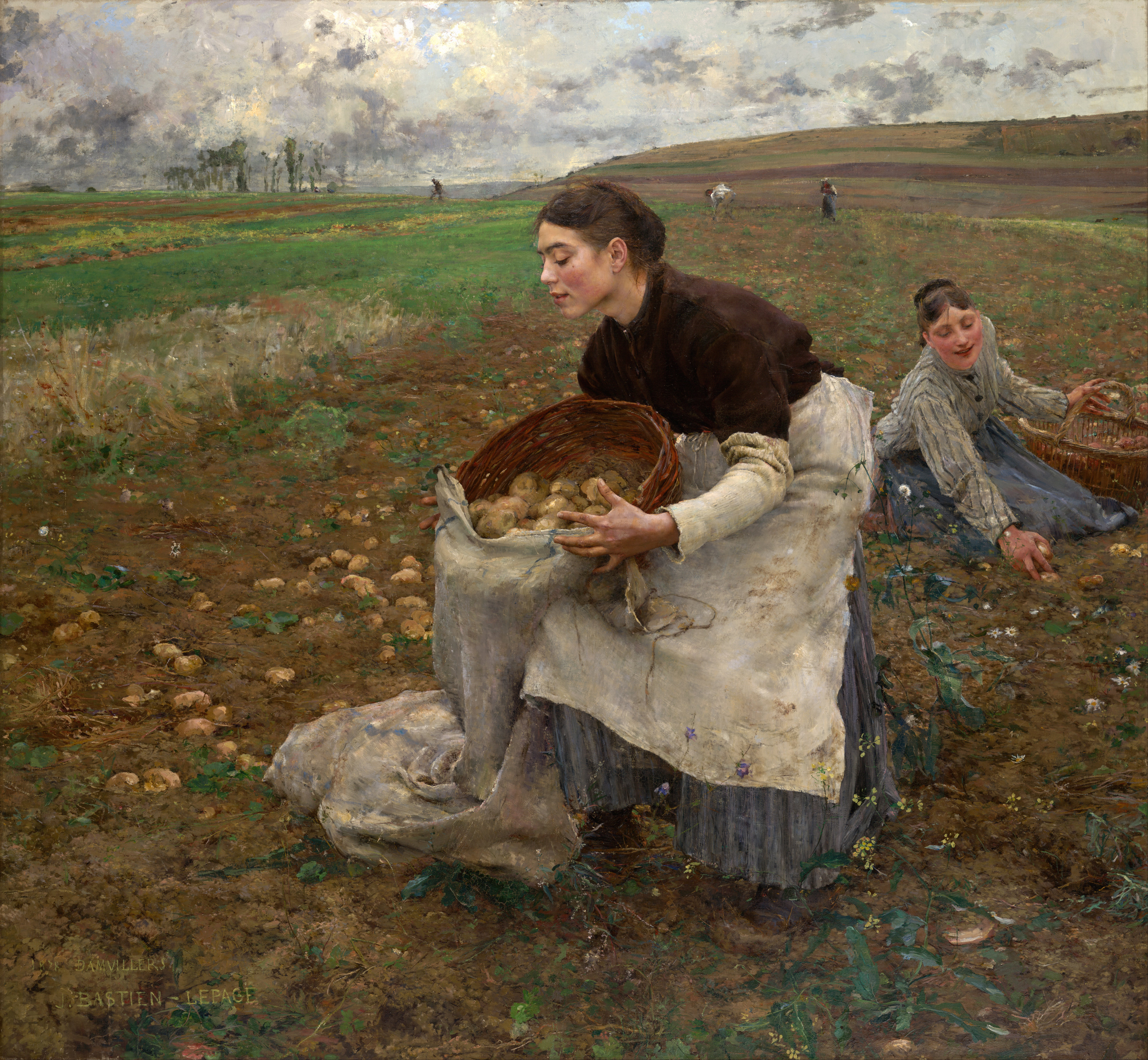
Październik, Jules Bastien-Lepage (1878, olej na płótnie)

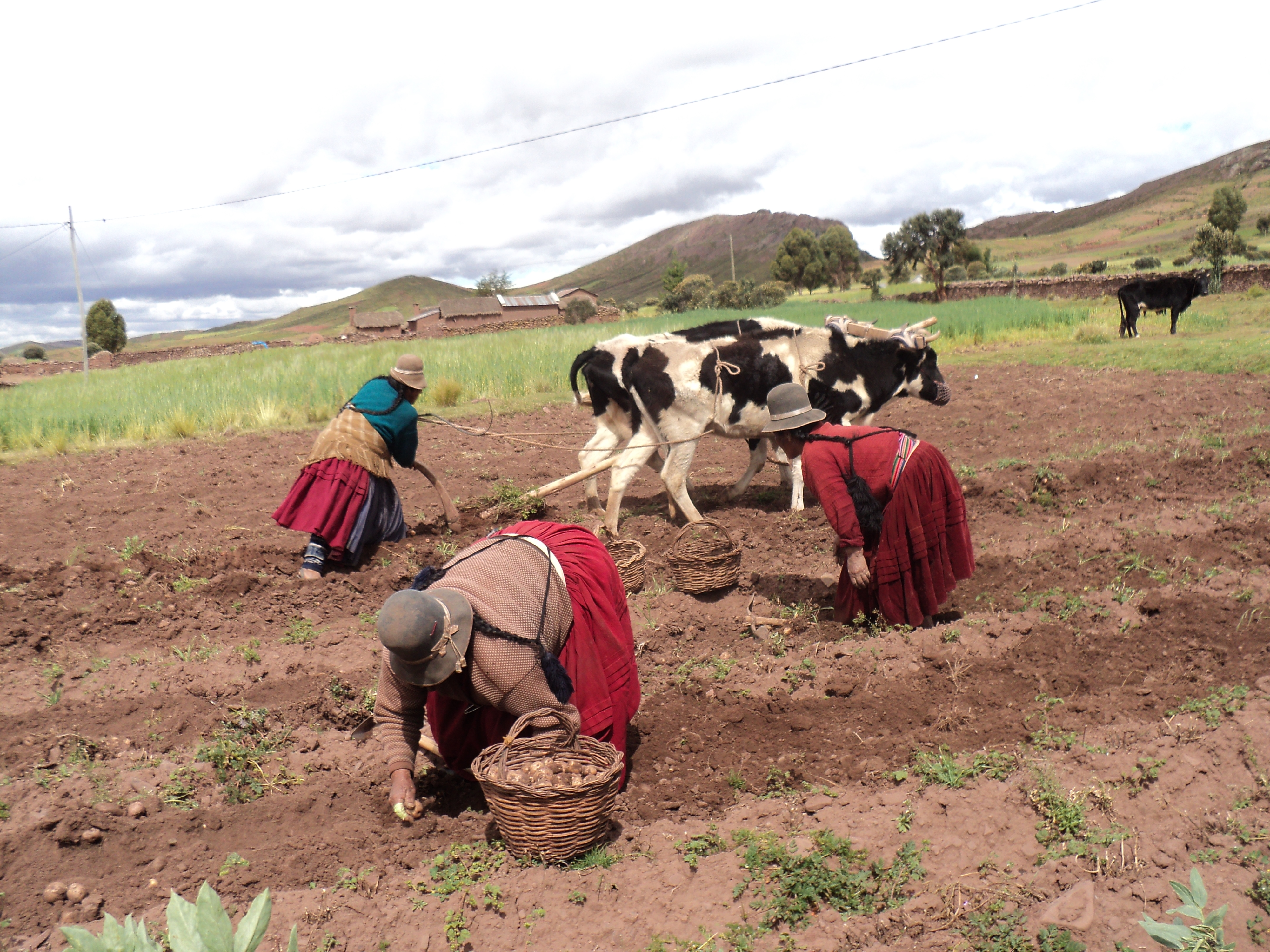
Wykopki ziemniaków w Boliwii

Wykopki – zbiór roślin okopowych, czyli wykopywanie z pola ziemniaków, buraków, marchwi etc.

## Wykopki ziemniaków w Polsce
W Polsce wykopki ziemniaka przypadają na początek jesieni, w ostatnich tygodniach września. Bulwy ziemniaczane wykopuje się metodą mechaniczną (kopaczka do ziemniaków) bądź ręcznie.
W wiejskich społecznościach tradycyjnie jest to okazja do świętowania: palenia wieczorem ogniska, śpiewów i pieczenia ziemniaków. Organizowane są imprezy pod hasłem „wykopki”, ale też „święto ziemniaka” (regionalnie zwane też „dniem rzepy”) lub „święto pieczonego ziemniaka”.